# Hydrotaea subscamus
Hydrotaea subscamus är en tvåvingeart som beskrevs av Xue, Wang och Du 2007. Hydrotaea subscamus ingår i släktet Hydrotaea och familjen husflugor. Inga underarter finns listade i Catalogue of Life.